# Lancer du disque masculin aux Jeux olympiques d'été de 2008
Navigation
Athènes 2004 Londres 2012
Le concours du lancer du disque masculin aux Jeux olympiques de 2008 a lieu le 16 août 2008 pour les qualifications, la finale se déroule le 19 août 2008 dans le Stade national de Pékin.
Les limites de qualifications étaient de 64,50 m pour la limite A et de 62,50 m pour la limite B.

## Records
Avant cette compétition, les records dans cette discipline étaient les suivants :
| Record du monde  | 74,08 m | Jürgen Schult     | Allemagne de l'Est | 6 juin 1986  | Neubrandenburg |
| Record olympique | 69,89 m | Virgilijus Alekna | Lituanie           | 23 août 2004 | Athènes        |

## Médaillés
| Or          | Argent            | Bronze            |
| Gerd Kanter | Piotr Malachowski | Virgilijus Alekna |

## Résultats

### Finale (19 août)
| Rang               | Athlète                | Pays      | Essais | Essais | Essais | Essais | Essais | Essais | Marque | Notes |
| Rang               | Athlète                | Pays      | 1      | 2      | 3      | 4      | 5      | 6      | Marque | Notes |
| ------------------ | ---------------------- | --------- | ------ | ------ | ------ | ------ | ------ | ------ | ------ | ----- |
| Médaille d'or      | Gerd Kanter            | Estonie   | 63.44  | 66.38  | 62.75  | 68.82  | x      | 65.98  | 68.82  |       |
| Médaille d'argent  | Piotr Małachowski      | Pologne   | 66.45  | 67.82  | 66.98  | 63.91  | 65.78  | x      | 67.82  |       |
| Médaille de bronze | Virgilijus Alekna      | Lituanie  | x      | 65.77  | 64.42  | 67.79  | x      | 67.18  | 67.79  |       |
| 4                  | Robert Harting         | Allemagne | 65.58  | 64.84  | 67.09  | x      |        | 66.51  | 67.09  |       |
| 5                  | Frank Casañas          | Espagne   | 59.54  | 62.16  | 64.46  | 64.11  | 64.97  | 66.49  | 66.49  |       |
| 6                  | Bogdan Pishchalnikov   | Russie    | 64.09  | 64.25  | 61.13  | 65.88  | x      | x      | 65.88  | PB    |
| 7                  | Rutger Smith           | Pays-Bas  | 64.61  | 65.31  | 64.36  | 64.25  | x      | 65.39  | 65.39  |       |
| 8                  | Róbert Fazekas         | Hongrie   | 62.25  | 63.43  | 62.49  | x      | x      | 59.34  | 63.43  |       |
| 9                  | Mario Pestano          | Espagne   | 60.46  | 62.84  | 63.42  |        |        |        | 63.42  |       |
| 10                 | Rashid Shafi Al-Dosari | Qatar     | 59.62  | x      | 62.55  |        |        |        | 62.55  |       |
| 11                 | Frantz Kruger          | Finlande  | 61.98  | 61.80  | 60.71  |        |        |        | 61.98  |       |
| 12                 | Aleksander Tammert     | Estonie   | x      | 61.32  | 61.38  |        |        |        | 61.38  |       |

### Qualifications (16 août)
37 lanceurs de disque étaient inscrits à ce concours, deux groupes de qualifications ont été formés. La limite de qualifications était fixée à 64,50 m ou au minimum les 12 meilleurs lanceurs de cette phase de qualifications.
| Rang | Pays               | Athlète              | Distance | Essais | Essais | Essais |
| ---- | ------------------ | -------------------- | -------- | ------ | ------ | ------ |
| 1    | Pologne            | Piotr Malachowski    | 65,94 m  | 65,94  | ....   | ....   |
| 2    | Lituanie           | Virgilijus Alekna    | 65,84 m  | 65,84  | ....   | ....   |
| 3    | Russie             | Bogdan Pishchalnikov | 64,60 m  | 62,68  | 63,93  | 64,60  |
| 4    | Espagne            | Mario Pestano        | 64,42 m  | 64,42  | ....   | ....   |
| 5    | Allemagne          | Robert Harting       | 64,19 m  | 64,19  | ....   | ....   |
| 6    | Estonie            | Aleksander Tammert   | 63,10 m  | 57,79  | 61,57  | 63,10  |
| 7    | Hongrie            | Robert Fazekas       | 62,64 m  | ....   | 61,61  | 62,64  |
| 8    | Hongrie            | Gabor Mate           | 62,44 m  | ....   | 55,15  | 62,44  |
| 9    | Biélorussie        | Dzmitry Sivakou      | 61,75 m  | 59,64  | ....   | 61,75  |
| 10   | États-Unis         | Michael Robertson    | 61,64 m  | 60,97  | 61,64  | ....   |
| 11   | États-Unis         | Casey Malone         | 61,26 m  | 59,48  | ....   | 61,26  |
| 12   | Égypte             | Omar El-Ghazaly      | 60,24 m  | 59,71  | 58,95  | 60,24  |
| 13   | Ukraine            | Oleksey Semenov      | 60,18 m  | 57,84  | 60,18  | 59,41  |
| 14   | Iran               | Abbas Samimi         | 59,92 m  | 58,01  | 59,92  | 58,85  |
| 15   | Cuba               | Jorge Fernández      | 59,60 m  | ....   | 59,60  | 59,58  |
| 16   | République tchèque | Jan Marcell          | 59,52 m  | 59,52  | ....   | 56,31  |
| 17   | Australie          | Benn Harradine       | 58,55 m  | 58,55  | 57,50  | 57,91  |
| 18   | Arabie saoudite    | Sultan Al Dawoodi    | 56,26 m  | 56,26  | 55,54  | 56,24  |
| 19   | Moldavie           | Vadim Hranovski      | 56,19 m  | 56,19  | ....   | 55,78  |

| Rang | Pays                        | Athlète                | Distance | Essais | Essais | Essais |
| ---- | --------------------------- | ---------------------- | -------- | ------ | ------ | ------ |
| 1    | Pays-Bas                    | Rutger Smith           | 65,65 m  | 64,09  | 65,65  | ....   |
| 2    | Cuba                        | Yennifer Frank Casañas | 64,99 m  | ....   | ....   | 64,99  |
| 3    | Estonie                     | Gerd Kanter            | 64,66 m  | 59,65  | 64,66  | ....   |
| 4    | Qatar                       | Rashid Shafi al-Dosari | 63,83 m  | 63,83  | 63,72  | 61,60  |
| 5    | Afrique du Sud              | Frantz Kruger          | 62,48 m  | ....   | 58,60  | 62,48  |
| 6    | Estonie                     | Märt Israel            | 61,98 m  | 61,98  | 59,78  | 61,63  |
| 7    | Iran                        | Ehsan Hadadi           | 61,34 m  | 61,08  | ....   | 61,34  |
| 8    | Autriche                    | Gerhard Mayer          | 61,32 m  | 61,32  | ....   | 58,13  |
| 9    | Turquie                     | Ercüment Olgundeniz    | 60,83 m  | 58,99  | 60,83  | ....   |
| 10   | Hongrie                     | Zoltán Kővágó          | 60,79 m  | 60,79  | 59,46  | 60,44  |
| 11   | Inde                        | Vikas Gowda            | 60,69 m  | 59,58  | ....   | 60,69  |
| 12   | États-Unis                  | Ian Waltz              | 60,02 m  | 60,02  | ....   | ....   |
| 13   | Croatie                     | Martin Maric           | 59,25 m  | 59,25  | ....   | 59,09  |
| 14   | Argentine                   | Jorge Balliengo        | 58,82 m  | 58,71  | 58,82  | ....   |
| 15   | Suède                       | Niklas Arrhenius       | 58,22 m  | 56,64  | 58,22  | 56,77  |
| 16   | Italie                      | Hannes Kirchler        | 56,44 m  | ....   | ....   | 56,44  |
| 17   | Irak                        | Haidar Nasser Shaheed  | 54,19 m  | 54,19  | ....   | ....   |
| 18   | Îles Vierges des États-Unis | Eric Matthias          | 53,11 m  | 47,87  | 50,87  | 53,11  |